# Грабуље
Грабуље служе за допунску обраду земљишта, израду леја, сетву (покривање бразди) и рахљење. Радни део је од метала или дрвета са 10-16 зубаца на међусобном одстојању од 2,5 cm, тако да ширина варира од 25,5 до 41 cm.
Велике механизоване верзије грабуља које се користе у пољопривреди, које се називају грабуље за сено, направљене су у много различитих облика (нпр. грабуље са звездастим точковима, ротационе грабуље, итд). Немеханизована пољопривреда се може обављати различитим облицима ручних грабуља.
За покривање сетвених бразди добре су грабуље кроз чију су основу у облику дрвене гредице закуцани ексери чији врхови представљају зупце грабуља. Дужина гредице је 60 cm, размаци између ексера 2,5 или 5 cm, а број ексера 19 или 12. Држаља за грабуље је дужине 120-200 cm, а пречник је 2,8 cm.
У Старој Грчкој коришћене су грабуље харпаге (χαρπαγε), а Римљани су имали четворозуби rastrum quadridens. Поред четворозубих коришћене су и дрвене грабуље за покривање семена које директно потичу од сличних из прединастичког Египта.

## Типови грабуља
Модерне ручне грабуље обично имају челичне, пластичне или бамбусне зубе или зупце, иако су историјски направљене од дрвета или гвожђа. Дршка је обично ~1,5 m дуга и израђена од дрвета, бамбуса, челика или фибергласа.
Грабуље за лишће, које се користе као метла за сакупљање лишћа, кошење траве и отпадака, имају дугачке, равне зубе савијене у L-облик и размакнуте од тачке причвршћења. Ово омогућава одређену флексибилност како би се омогућило да се зуби прилагоде терену, а истовремено су лагани како би се минимизирала штета на вегетацији. Компактне, склапајуће грабуље за листове омогућавају повлачење зубаца клизањем покретне тачке причвршћења уз осовину.
Баштенске грабуље обично имају челичне зубе и намењене су за грубљу употребу на земљишту и већим остацима. Имају дуге, круте зубе који морају бити у стању да издрже абразију и силе савијања.
Прамчане грабуље су подскуп баштенских грабуља које одвајају ручку и шипку са продужетком у облику лука који омогућава да се равна задња страна шипке користи за нивелисање и стругање. Оне могу имати нешто финије и краће зубе и могу се користити за обављање бројних послова у башти и пејзажу, а због своје скупље конструкције углавном су део професионалног алата. Алтернативно, други сет зуба различитог облика може се додати на полеђину шипке.

## Културне асоцијације
Ако грабуље леже у земљи са зубима окренутим нагоре, као што је приказано на горњој слици, а неко случајно нагази на зубе, дршка грабуља може се брзо замахнути нагоре, удрајући жртву у лице. Ово се често виђа у гротескној комедији и цртаним филмовима, као што су Том и Џери и епизоди Симпсона „Рт страха“, у којој серија грабуља постаје оно што Помоћник Боб описује као свог „смртног душмана“. Постоји руска изрека „нагазити на исте грабље“ (рус. наступить на те же грабли), што значи „поновити исту глупу грешку“, такође реч „грабуља“ (рус. грабли) у руском сленгу значи „невоље“.
У кинеском роману из 16. века Путовање на запад, главни лик Џу Бађе држи грабуље, своје „деветозубе грабље“ (Jiǔchǐdīngpá), као своје особено оружје.
У јапанском фолклору, Кумаде (熊手, досл. 'медвеђа рука') је грабуља; мања, ручна, украшена верзија се продаје као енгимоно, често током Тори-но-Ичи (дословно „пијаца петлова”) које се одржавају широм Јапана сваког новембра, и верује се да може, дословно, да награбуља срећз и/или одграбуља лошу срећу за корисника.

## Тешке грабље
Ова врста грабуља служи за кондиционирање и уклањање тла, као и за померање већих комада отпада. Већина корова има слабије и плиће корење од траве, тако да се одваја заједно са (накнадно) неопходном сунчевом светлошћу, ђубривом и семеном, а ако је касније потребно и било каквим хемикалијама за поправку, чини добар травни усев. Већи алати (или прикључци за косилице) се чешће користе за велике површине одсламљивања или припреме тла. Међутим, акција огољења тла и излагања сунцу није добра и црвима то не погодује. Након тога тло треба да буде заштићено сламом. Алати за аерацију земљишта не уклањају коров, већ припремају земљиште без излагања.

## Пластика или метал
Сваки од ових метала има предности и недостатке. Пластичне грабуље су генерално мање тежине и ниже цене. Пошто се могу производити у ширинама већих димензија, погодније су за листове који су недавно наталожени. Метални зупци су погоднији за пролећно грабљење када су остаци често мокри или трули и најбоље се могу прикупити када метални зупци продру до слоја сламе.